# Lomtjärnet (Svanskogs socken, Värmland)
Lomtjärnet är en sjö i Säffle kommun i Värmland och ingår i Göta älvs huvudavrinningsområde.